# 李荣融
李荣融（1944年10月—2019年12月21日），江苏苏州人，中华人民共和国政治人物。天津大学化学工程系电化学专业毕业，高级工程师。1983年12月加入中国共产党；是中共第十六届、十七届中央委员。曾任国家经贸委主任，首任国务院国有资产监督管理委员会主任。曾任第十一届全国政协委员、经济委员会副主任，中山大学管理学院名誉院长。

## 生平

### 早年
李荣融1963年入天津大学，在化学工程系电化学工学专业学习。毕业后，受“文革”影响，1968年被分配到“无锡油泵油嘴厂”劳动，当工人；后逐级爬升，成为工厂厂长。

### 从政经历
1986年出任无锡市经济委员会副主任，开始从政之路。
此后，历任无锡市轻工业局局长，市计划委员会主任，江苏省计划经济委员会副主任；1992年调中央，先后在国务院生产办公室、国务院经济贸易办公室工作；1995年后，陆续出任国家经济贸易委员会秘书长、副主任。
1998年国务院机构改革，李荣融被任命为新成立的国家发展计划委员会副主任；第二年，再次担任国家经贸委副主任，并兼任党组副书记；2001年2月，在盛华仁退休后，晋升国家经贸委主任。2003年3月，第十届全国人大第一次会议通过决议，在国务院设立国有企业监督机构——国有资产监督管理委员会，李荣融出任首任负责人。2010年8月，到龄退休；同年10月，在第十一届全国政协常委会第十一次会议上，被增补为全国政协委员、经济委员会副主任。
2019年12月21日，李荣融病逝，享年75岁。